# Dokkumer Ie
Le Dokkumer Ie (en néerlandais : Dokkumer Ee) est une rivière néerlandaise située en Frise.

## Géographie
La rivière coule entre les villes de Leeuwarden et de Dokkum et traverse les communes de Leeuwarden et Noardeast-Fryslân.
La rivière est une importante liaison fluviale dans le nord de la province de Frise, qui fait partie de la liaison entre Leeuwarden et la mer des Wadden via le Lauwersmeer. Au Moyen Âge, elle reliait la Middelzee avec la Lauwerszee.
Le Dokkumer Ie fait partie du trajet historique de l'Elfstedentocht.

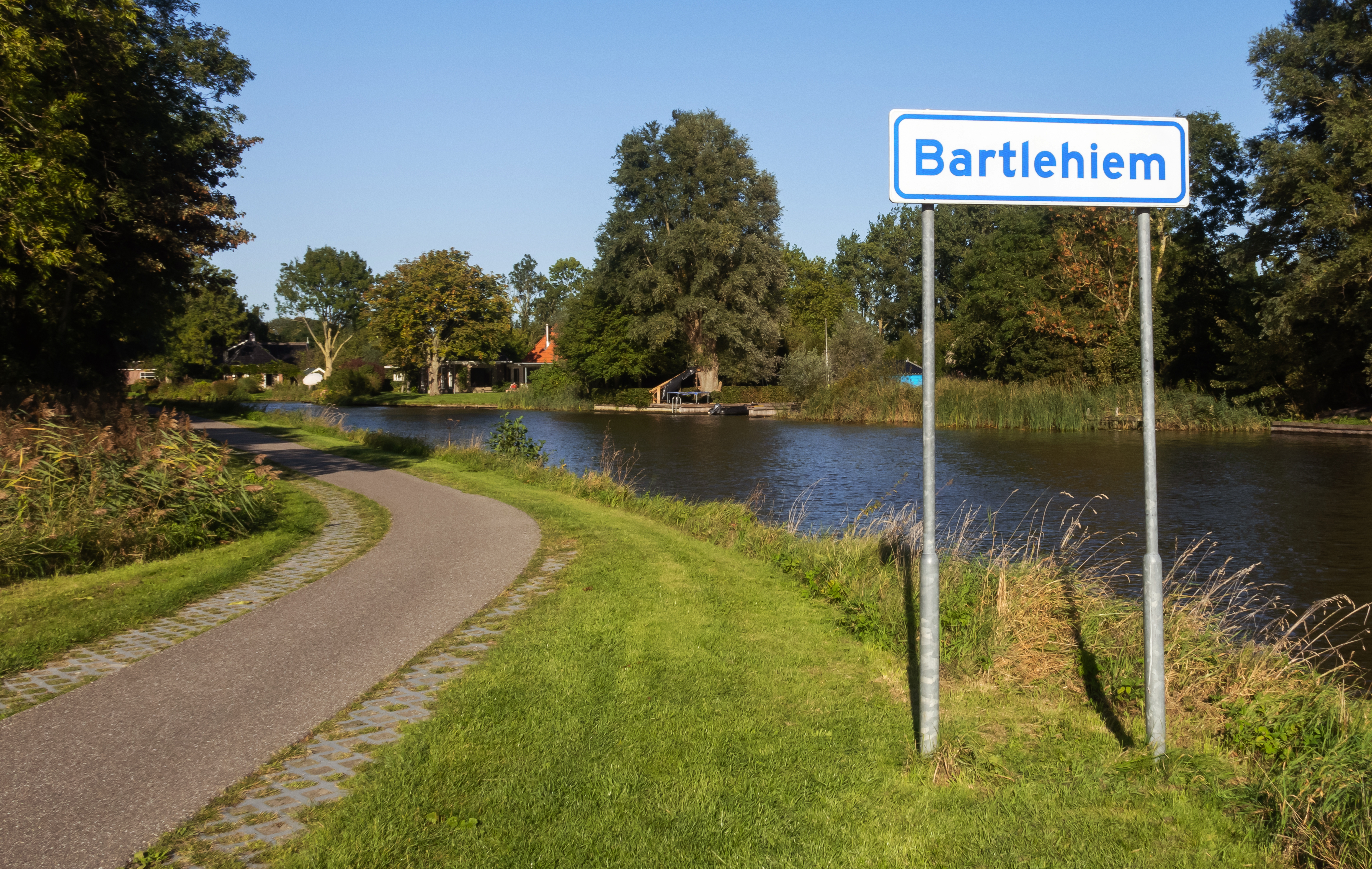
le Dokkumer Ie à Bartlehiem